# Yasin al-Hashimi
Yāsīn Ḥilmī al-Hāshimī (in arabo ياسين حلمي سلمان ‎?, Yāsīn Ḥilmī al-Hāshimī; Baghdad, 1894 – Damasco, 21 gennaio 1937) è stato un militare e politico iracheno.
Ricoprì per due volte la carica di primo ministro del suo Paese.
Nel 1902, Yāsīn al-Hāshimī (la cui famiglia era di origini circasse), entrò all'accademia militare ottomana a Istanbul, servendo poi come ufficiale nelle forze armate dell'Impero ottomano, pur aderendo alla società segreta al-'Ahd. Partecipò alle guerre balcaniche, prima e durante la prima guerra mondiale. Fu destinato inizialmente ad Aleppo e quindi a Istanbul stessa, prima di operare in Austria-Ungheria contro la pressione militare esercitata dalla Russia. Spostatosi poi sul fronte vicino-orientale fu impegnato sul Giordano contro le truppe del Regno Unito del gen. Allenby.

Cercò inutilmente di difendere Damasco dall'attacco delle forze arabe della rivolta araba, guidate da Fayṣal, figlio dello sceriffo della Mecca al-Husayn b. Alī, che, peraltro, lo volle nominare dopo la vittoria suo capo di stato maggiore. Da quel momento Yāsīn al-Hāshimī sarà uno strenuo difensore dell'Iraq e totalmente devoto alla monarchia hascemita.
Creato nel 1921 il regno d'Iraq, militò nel partito della Fratellanza Nazionale e fece il suo debutto politico nel gabinetto del suo predecessore, Jaʿfar al-ʿAskarī, succedendogli poco dopo, il 2 agosto del 1924.
Yāsīn al-Hāshimī operò per dieci mesi prima di essere sostituito il 22 giugno del 1925 da ʿAbd al-Muḥsin al-Saʿdūn. Nel successivo decennio ricoprì numerosi cariche al governo prima di essere nuovamente incaricato nel 1935 dal re di formare un nuovo gabinetto in qualità di primo ministro.
Il 30 ottobre 1936 Yāsīn al-Hāshimī fu il primo capo di governo arabo ad essere deposto da un colpo di Stato, guidato dal generale progressista curdo Bakr Ṣidqī, che aprì il suo governo a un composito insieme di rappresentanti della numerose minoranze etniche dell'Iraq.
Yāsīn al-Hāshimī, al contrario del suo ministro della Difesa Jaʿfar al-ʿAskarī, sopravvisse al putsch, ma dovette rifugiarsi in esilio a Damasco (Siria), dove morì due mesi dopo.
Suo fratello maggiore, Ṭāhā al-Hāshimī, fu a sua volta primo ministro iracheno nel 1941, prima del colpo di mano di Rashīd ʿĀlī al-Kaylānī, che formò un governo nazionalista che entrò in guerra col Regno Unito nel vano tentativo di recuperare la sua piena indipendenza.